# Antiferomagnetismus

Antiferomagnetické uspořádání (kolineární)

U materiálů, které se vyznačují antiferomagnetismem, jsou atomy nebo molekuly uspořádány zpravidla do struktury, kde jsou magnetické momenty sousedících částic protisměrné. Jsou však možná i uspořádání s více směry spinů, navzájem se v magnetismu rušících (tzv. nekolineární antiferomagnety).
Obvykle se antiferomagnetismus může vyskytovat za nízkých teplot. Po překročení Néelovy teploty (pojmenované podle Louise Néela, který tento typ magnetického uspořádání objevil) se stává materiál většinou paramagnetickým.

## Antiferomagnetické materiály
Antiferromagnetické materiály se běžně vyskytují mezi sloučeninami přechodných kovů (často u jejich oxidů). Příklady jsou hematit, chrom, slitina feromangan (FeMn), fluorid manganatý nebo oxid nikelnatý (NiO). Za určitých okolností se antiferomagnetické uspořádání může objevit i u organických sloučenin (například u triradikálu 5-dehydro-m-xylylenu).

## Další vlastnosti
Antiferomagnetismus hraje důležitou roli u tzv. obří magnetorezistence (známé pod zkratkou GMR), která byla objevena roku 1988 nositeli Nobelovy ceny Albertem Fertem a Peterem Grünbergem.